# 坂城インターチェンジ
坂城インターチェンジ（さかきインターチェンジ）は、長野県埴科郡坂城町にある上信越自動車道のインターチェンジである。坂城町のほか、隣接する千曲市にある戸倉上山田温泉の最寄りICである。

## 道路
- E18 上信越自動車道（11番）

## 接続する道路
- 長野県道91号坂城インター線 (直結)
  - 国道18号

## 料金所
- ブース数：4

### 入口
- ブース数：2　
  - ETC専用：1　
  - ETC・一般：1

### 出口
- ブース数：2　
  - ETC専用：1　
  - 一般：1

## その他
- 東部湯の丸IC同様にインターチェンジ内の交通整理のために信号機が設置されている。

## 周辺
- テクノさかき駅
- 坂城駅
- しまむら坂城店
- ローソン坂城インター店 (旧セーブオン)
- 戸倉上山田温泉

## 隣
E18 上信越自動車道
(10)上田菅平IC - (11)坂城IC - 千曲川さかきPA - (12)更埴JCT - 松代PA - (13)長野IC